# Jamie Muir
Jamie Muir (Edimburgo, 30 novembre 1942 – Cornovaglia, 17 febbraio 2025) è stato un percussionista britannico.

## Biografia
All'inizio della sua carriera si è dedicato al free jazz, registrando ed esibendosi con Derek Bailey, Evan Parker, Alan Gowen e altri.
Nel 1972 Robert Fripp lo invita ad unirsi ai riformati King Crimson dove, accanto al batterista Bill Bruford, svolge spesso il ruolo di "rumorista" e affinatore del suono, più che quello di semplice percussionista. Fischietti, seghe, catene, bottiglie di plastica, sacchi di foglie secche e gli oggetti più impensati fanno parte del suo kit percussivo. Il suo contributo va comunque molto al di là di quello puramente sonoro. Il suo modo folle e spirituale di approcciare la musica come la vita ha una grande influenza su tutta la band, a cominciare dal disciplinatissimo Fripp. Lo stesso Bruford ha più volte sottolineato come il suo esempio abbia influenzato radicalmente il suo approccio alla batteria.
Dopo le registrazioni del primo album di studio, Larks' Tongues in Aspic nel 1973, Muir abbandona improvvisamente per ritirarsi in un monastero tibetano in Scozia. Ordinato monaco, vi resterà sette anni, tornando nel 1980 per suonare con Derek Bailey e registrare nel 1983 un disco con il leader dei Flying Lizards, David Cunningham, ed il primo batterista dei King Crimson, Mike Giles. L'album, Ghost Dance (album), colonna sonora dell'omonimo film, fu pubblicato solo nel 1996.
Nel 1990 si è ritirato definitivamente dalla musica per dedicarsi alla pittura.

## Discografia

### Con i King Crimson
- Larks' Tongues in Aspic, 1974

### Solista
- Dart Dag, 1981